# Burg Schafgießen
Die Burg Schafgießen ist eine abgegangene Wasserburg südlich der Wyhler Mühle etwa 1000 Meter nordwestlich vom Ortskern des Dorfes Wyhl in der Gemeinde Wyhl am Kaiserstuhl im Landkreis Emmendingen in Baden-Württemberg.
Vermutlich wurde die Burg im 13. Jahrhundert erbaut. „Wahrscheinlich verlieh der österreichische Herzog Friedrich IV. die Wasserburg Schafgießen und deren Zubehör, nämlich die Dörfer Wyhl und Wöllingen, im Jahr 1415 an die Endinger.“ (Badische Zeitung) Im 15. Jahrhundert verfiel die Burg und 1813 wurden die letzten Reste abgebrochen. Heute zeugen nur noch Geländespuren von der ehemaligen Burganlage.